# اندیس موسی خان
موسی خان یک اندیس فلزی است که در حوالی شهر همدان استان همدان قرار دارد و مادهٔ معدنی موجود در آن، سرب است.سنگ میزبان این اندیس شیل و ماسه سنگ است و دیرینگی آن به دوران ژوراسیک می‌رسد. در این اندیس، پاراژنز‌های باریت و مالاکیت یافت می‌شوند.